# Scelolophia subroseata
Scelolophia subroseata är en fjärilsart som beskrevs av Herrich-Schäffer 1870. Scelolophia subroseata ingår i släktet Scelolophia och familjen mätare. Inga underarter finns listade.